# Африканський калао
Африканський калао (Bycanistes) — рід птахів родини птахів-носорогів (Bucerotidae). Відомо 6 видів, поширених в Африці.

## Опис
Усі види цього роду мають чорно-біле оперення. Оперення у статей схоже, але шолом у самця більший, ніж у самиці.

## Класифікація
- Калао сенегальський (Bycanistes fistulator)
- Калао-трубач (Bycanistes bucinator)
- Калао кремоводзьобий (Bycanistes cylindricus)
- Калао екваторіальний (Bycanistes albotibialis)
- Калао сірощокий (Bycanistes subcylindricus)
- Калао сріблястощокий (Bycanistes brevis)